# Мацалак Микола Миколайович
Микола Миколайович Мацалак (18 березня 1943, село Велдіж, тепер село Шевченкове Долинського району Івано-Франківської області) — український радянський діяч, токар Бескидського лісопункту Вигодського дослідного лісокомбінату Долинського району Івано-Франківської області. Депутат Верховної Ради УРСР 8-9-го скликань.

## Біографія
Освіта середня.
З 1960 р. — токар лісокомбінату.
У 1962 — 1965 р. — служба в Радянській армії.
З 1965 р. — токар Бескидського лісопункту Вигодського дослідного лісокомбінату Долинського району Івано-Франківської області.
Потім — на пенсії у селі Шевченкове Долинського району Івано-Франківської області.

## Нагороди
- ордени
- медалі